# Nefud

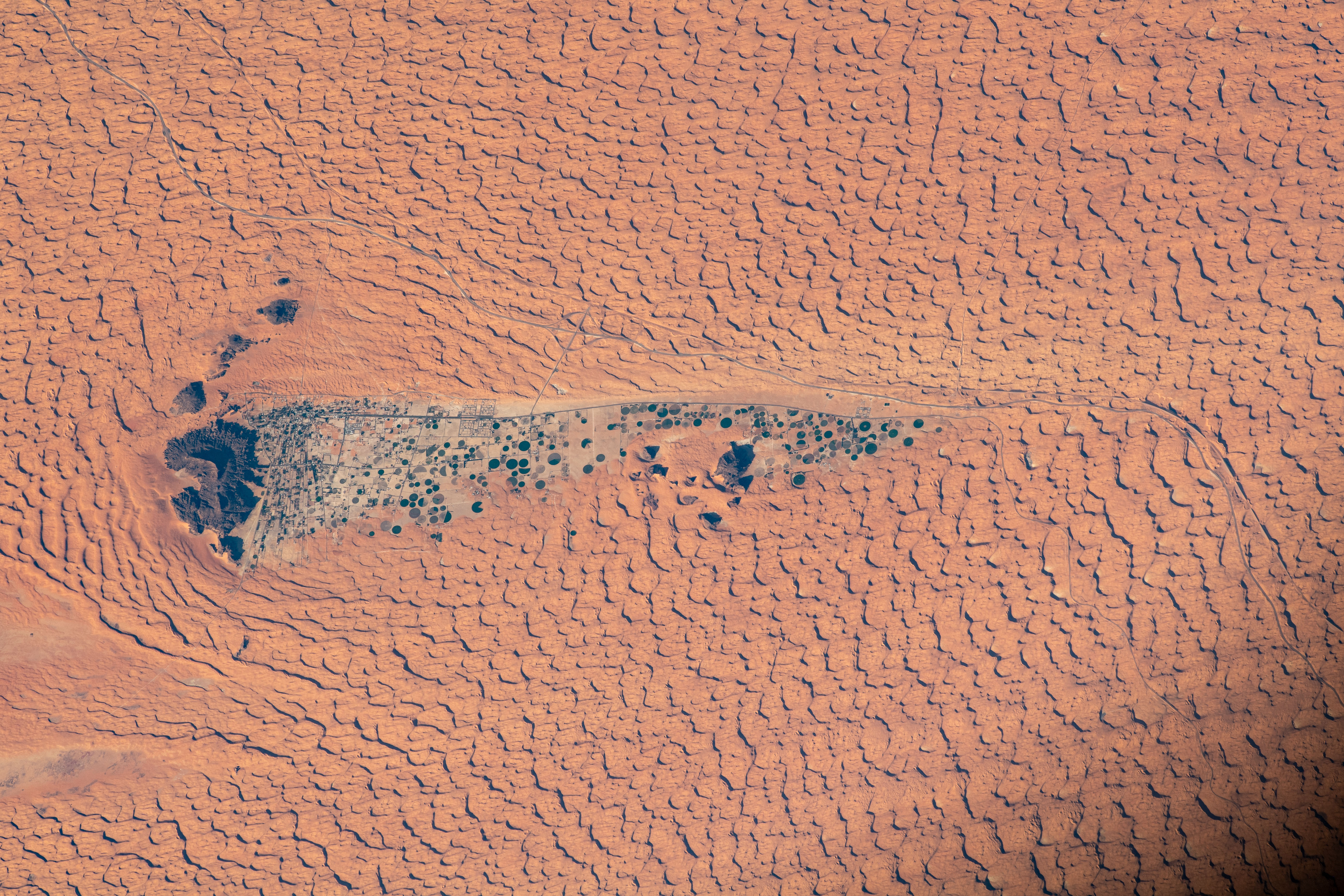
Satellitenaufnahme der Nefud (2020) mit der Oase Jubbah

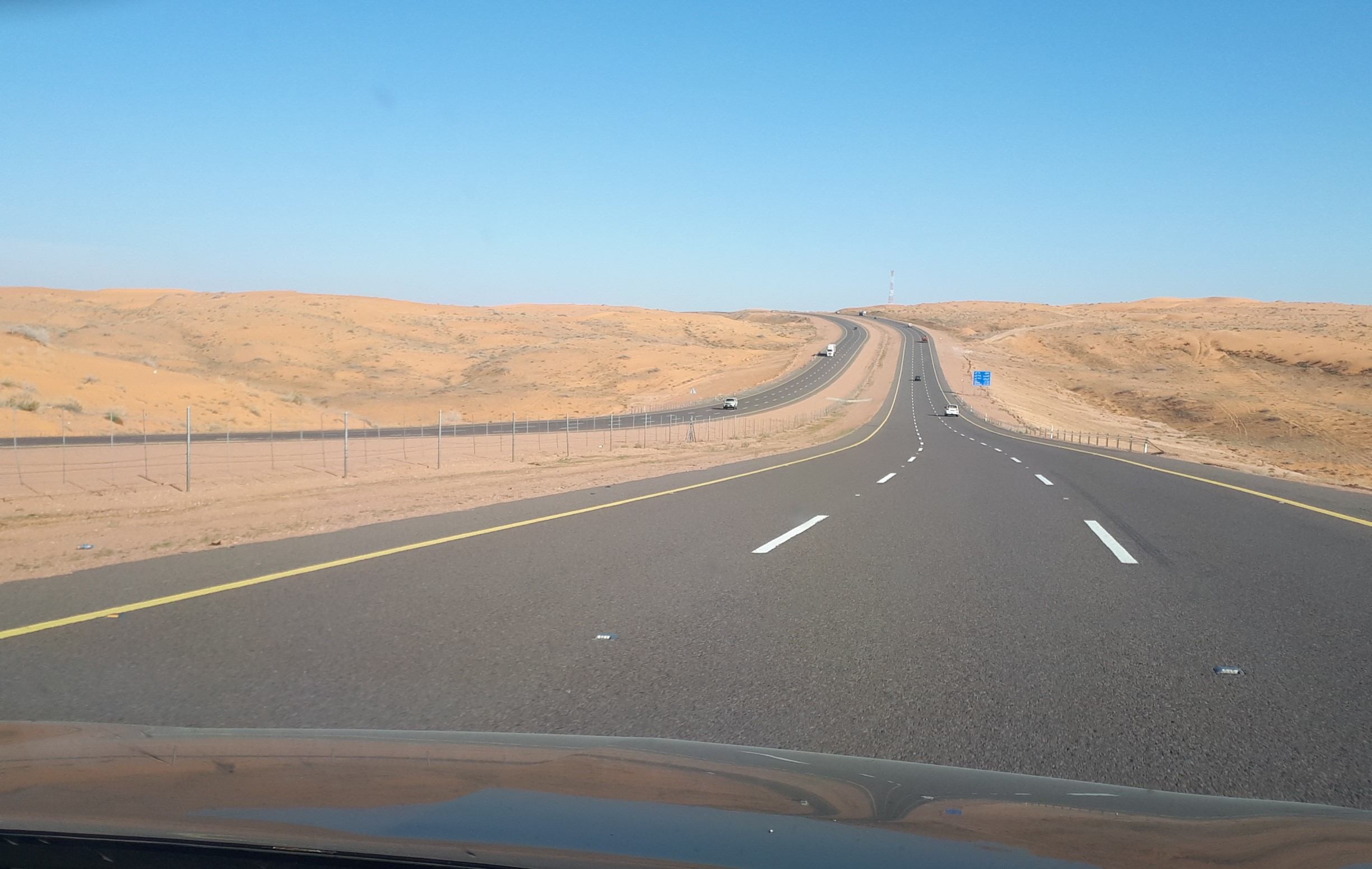
Autobahn durch die Nefud, von Ha’il Richtung Jubbah

Die Nefud (auch Nafud; arabisch صحراء النفود Sahara' an-Nefud, DMG Ṣaḥrāʾ an-Nafūd) ist eine Wüste im nördlichen Teil der Arabischen Halbinsel, in Saudi-Arabien. Sie ist etwa 300 km lang und 250 km breit und erreicht somit eine Ausdehnung von 78.000 km². Durch den Passatwind bedingt ist sie eine typische Wendekreiswüste.
Die Wüste, die mit rotem Sand bedeckt ist, ist von Sandsteinvorkommen eingeschlossen, die zu bizarren Formen erodiert sind. Die Nefud ist bekannt für ihre starken, plötzlichen Winde, die zu starker Dünenbildung führen. Diese Dünen erreichen Höhen von bis zu 180 Metern. Zu Niederschlag kommt es ein- oder zweimal im Jahr. In einigen Tieflandbecken in der Nähe des Hejaz-Gebirges gibt es Oasen, in denen Getreide, Früchte oder Gemüse angebaut werden. Ansonsten kommt es zu keinem Oberflächenwasser, da Niederschläge von Winterstürmen sofort im Sand versickern.
Die Nefud kann über verschiedene Autobahnen durchquert werden, so wird die Regionshauptstadt Ha'il mit allen wichtigen Zentren Saudi-Arabiens verbunden. Die Nefud wird von Nord nach Süd aus Jordanien kommend bis Medina von der Hedschasbahn durchschnitten.
Die Nefud ist im Süden mit der Rub al-Chali-Wüste durch den Dhana in der Region Nadschd verbunden, einem 1290 km langen und bis zu 80 km breiten Korridor aus Sand und Kiesel. Durch die Beckenstruktur ist die Abgrenzung relativ eindeutig.
Die Wüste ist Fundort 115.000 Jahre alter menschlicher Fußabdrücke und jungsteinzeitlicher Mustatil-Bauten.
Im Film Lawrence von Arabien durchquert Lawrence von Arabien 1917 mit einigen Beduinen-Kämpfern in einem Gewaltmarsch die Nefud, um die osmanisch besetzte Hafenstadt Aqaba (im südlichen Jordanien) von Norden in einem Überraschungsangriff einzunehmen. In seiner Autobiografie (Die sieben Säulen der Weisheit) schreibt Lawrence jedoch, dass sie nur am Rand der Wüste entlang ritten.